# Cerro Fábrega
El cerro Fábrega es una montaña localizada al oeste de la provincia de Bocas del Toro, al oeste de Panamá, muy cerca de la frontera con Costa Rica. Exactamente se encuentra en la cordillera Central, justo al lado del cerro Itamut. Su cumbre está cubierta por vegetación de páramo, el único en Panamá con un ecosistema de lagunas de altura y turberas.

## Geografía
Tiene una altura de 3336 metros sobre el nivel del mar, es la segunda elevación más alta del país y la más alta de Bocas del Toro. Está dentro del distrito de Changuinola y en sus faldas brotan los ríos Teribe y Culubre.
Aunque el páramo de la cumbre se encuentra en territorio panameño, el cerro solo puede ser escalado desde Costa Rica, lo que lo convierte en uno de los parajes más remotos e inaccesibles de Centroamérica. La cumbre del cerro es un lugar muy frío, donde la temperatura puede descender hasta -3 °C bajo cero.

## Accidente aéreo
Debido a su prominencia en la cordillera de Talamanca, su elevada altitud y alta nubosidad, sobrevolar Cerro Fábrega constituye un desafío para la navegación aérea. 
En una de sus laderas, a unos 2800 metros de altura, se encuentran los restos del avión nicaragüense carguero Douglas DC-6 de la compañía Aeronica, que se estrelló el 24 de mayo de 1988.